# Christopher Noe
Christopher Noe (* 27. April 1996 in Sinsheim) ist ein deutscher Schachspieler und Großmeister.
Er begann mit dem Schachspielen im Alter von sechs Jahren und war mit neun Jahren in seiner Altersklasse der wertungsstärkste Spieler des Deutschen Schachbundes.
Den Titel FIDE-Meister erhielt er im Jahre 2014, seit September 2016 ist er Internationaler Meister (IM). Die Normen hierfür erzielte er beim Neckar-Open 2015, in der 1. Bundesliga 2014/15 und der 2. Bundesliga 2015/16. Er erzielte zwei Normen zum Erhalt des Großmeister-Titels: beim Czech Open in Pardubice 2017 und beim Grenke Chess Open 2018 in Karlsruhe, wo er in der letzten Runde gegen den Ex-FIDE-Weltmeister Rustam Kasimjanov gewann, was auch zugleich einer seiner größten Erfolge ist.
Seinen ersten Einsatz in der höchsten deutschen Spielklasse hatte er in der Schachbundesliga-Saison 2012/13 für den Schachclub Eppingen. Die luxemburgische Mannschaftsmeisterschaft im Schach gewann er 2015/16, 2017/18 und 2018/19 mit De Sprénger Echternach. Außerdem spielte er in den Jahren 2018 und 2019 beim European Club Cup mit, wobei er 2019 in Ulcinj in der letzten Runde die Großmeister-Norm nach einer Niederlage gegen Christian Bauer knapp verfehlte.
In der Schweiz spielt er für den SK Trubschachen, wo er in seiner ersten Saison 7,5/8 Punkte erzielen konnte.